# Стівен Карні
Сті́вен Ка́рні (англ. Stephen Watts Kearny; *30 серпня 1794 — †31 жовтня 1848) — офіцер армії США, відомий за командування силами США у військових діях протягом Американо-мексиканської війни, зокрема на території Каліфорнії. Він був знаменитий протягом свого життя як «отець американської кінноти». Код Карні, закон, який регулював урядову політику у відношенні до каліфорнійського населення мексиканського походження, був названий на його честь.